# Textkommentar
En textkommentar är en kommentar som tillfogats en text. Ibland är inte kommentaren skriven av textens ursprungliga författare, utan är tillfogad av en översättare, eller någon som citerar texten. Kommentarer brukar lämnas i parenteser, hakparenteser eller fotnoter. Textkommentarer kan även tillfogas ett konstnärligt verk eller bok av annat slag.

## Exempel på textkommentarer
- Översättarens anmärkning, en kommentar från översättaren
- Sic, en kommentar som bekräftar ett till synes felaktigt uttryck